# Dronfield Woodhouse
Dronfield Woodhouse – część miasta Dronfield w Anglii, w hrabstwie Derbyshire, w dystrykcie North East Derbyshire. Leży 43 km na północ od miasta Derby i 221 km na północny zachód od Londynu.